# Шарль Дюклерк
Шарль Теодор Ежен Дюклерк (фр. Charles Théodore Eugène Duclerc; 9 листопада 1812, Баньєр-де-Бігорр, Верхні Піренеї — 21 липня 1888, Париж) — французький політик і державний діяч, з 7 серпня 1882 року по 29 січня 1883 року очолював кабінет міністрів Франції.

## Біографія
Шарль Теодор Дюклерк народився 9 листопада 1812 року в Баньєр-де-Бігорр. Спочатку Шарль Теодор Дюклерк працював коректором, а потім редактором різних демократичних газет, де виділявся статтями з фінансових питань та роботи залізничного транспорту. У 1848 році був обраний членом установчих зборів і призначений міністром фінансів Франції. Під час травневих і червневих днів він мужньо наражався на небезпеку, оскаржував необхідність стану облоги і після обрання Кавеньяка главою виконавчої влади вийшов з міністерства у відставку. Коли установчі збори розійшлися, Дюклерк самоусунувся від політичної діяльності і зайнявся промисловими підприємствами. У 1871 році Шарль Дюклерк був обраний депутатом до Національних зборів, а в 1875 році — сенатором. У серпні 1882 роки після падіння другого міністерства Фрейсіне на Дюклерка було покладено формування нового кабміну, в якому він взяв собі портфель міністра закордонних справ. Кабінет Шарля Дюклерка протримався при владі менше півроку. Одна з дочок Дюклерка була замежем за капітаном А. Жентілем, друга — за дипломатом Жоржем Когорданом.